# 阿托·帕西林纳
阿托·塔皮奥·帕西林纳（芬蘭語：Arto Tapio Paasilinna，1942年4月20日—2018年10月15日），出生于基蒂莱，芬兰作家，做过记者后转型为幽默小说家。他是芬兰最成功的小说家之一，在国外也赢得了广泛的读者群，其著作被翻译成27种语言，並於芬蘭和國際文壇上得過不少獎項，其中包括1989年法國的Prix Littéraire Air Inter，與1994年的Giuseppe Acerbi文学奖。

## 生平
1942年4月20日，阿托·帕西林纳出生于芬兰拉普兰区的基蒂莱市镇。他有四个兄弟和两个姐妹，其中两个兄弟也是作家，另一个兄弟为欧洲议会议员，姐妹中有一个为画家。
1962至1963年间，帕西林纳曾就读拉普兰民办学院。之后在多家报社担任记者、作家和编辑。
1975年，帕西林纳觉得新闻业变得“越来越肤浅和无意义”，并希望人生有个改变。那年夏天他变卖了自己的游艇来资助写作《遇见野兔的那一年》。该书一举成名，使他成为一个能靠出书支撑自己的独立作家。1977年起，帕西林纳成为WSOY出版社签约作家。除此之外他也撰写一些新闻文章，担任电台的专栏作家。
2018年10月15日，帕西林纳在芬兰埃斯波的一家养老院里去世。

## 作品
帕西林纳最著名的作品是出版於1975年的，簡體中文版譯為《兔年》，於2009年由余志远翻译、中國北京昆仑出版社出版；正體中文版則譯為《遇見野兔的那一年》同年由武忠森翻譯、台灣寶瓶文化出版社出版。
2010年，帕西林纳在1990年問世的小說的正體中文版《當我們一起跳海》出現於華文世界，由武忠森翻譯、台灣寶瓶文化出版社出版；簡體中文版則同樣由武忠森翻譯，於2011年由中國桂林漓江出版社所出版，書名為《当我们一起去跳海》。
2007年帕西林纳出版了小说（暂译：淫荡的转经筒）。书中的两位主人公去印度拜访了第十四世达赖喇嘛，并乘坐了火车经青藏铁路到达西藏，以及遇见了雪人。